# LH Standard
LH Standard (Lw), określany także jako Einheitswagen – oznaczenie tramwaju elektrycznego wytwarzanego w latach 1925–1929 w zakładach Linke-Hofmann Werke we Wrocławiu.

## Konstrukcja
Opracowany w 1924 roku tramwaj LH o konstrukcji całkowicie stalowej był pierwszym tego typu wozem produkowanym seryjnie na terenie Niemiec. Wcześniej pierwszy w Niemczech lekki doczepny wagon stalowy wyprodukowała w roku 1909 wrocławska firma Eisenwerk Gustav Trelenberg.
LH Standard to jednoczłonowy, dwustronny i dwukierunkowy wóz, w którym zastosowano zamknięte pomosty, odsuwane na bok drzwi wejściowe oraz potrójne resorowanie. Przedział pasażerski wyposażono w 7 rzędów wyściełanych czarno-czerwonym aksamitem siedzeń w układzie 1+2, które miały przestawiane oparcia umożliwiające ustawienie zawsze przodem do kierunku jazdy. Wyposażenie elektryczne pochodziło z firm Siemens oraz AEG Berlin. Stosowano silniki elektryczne o mocy 28, 42 lub 46 kW.

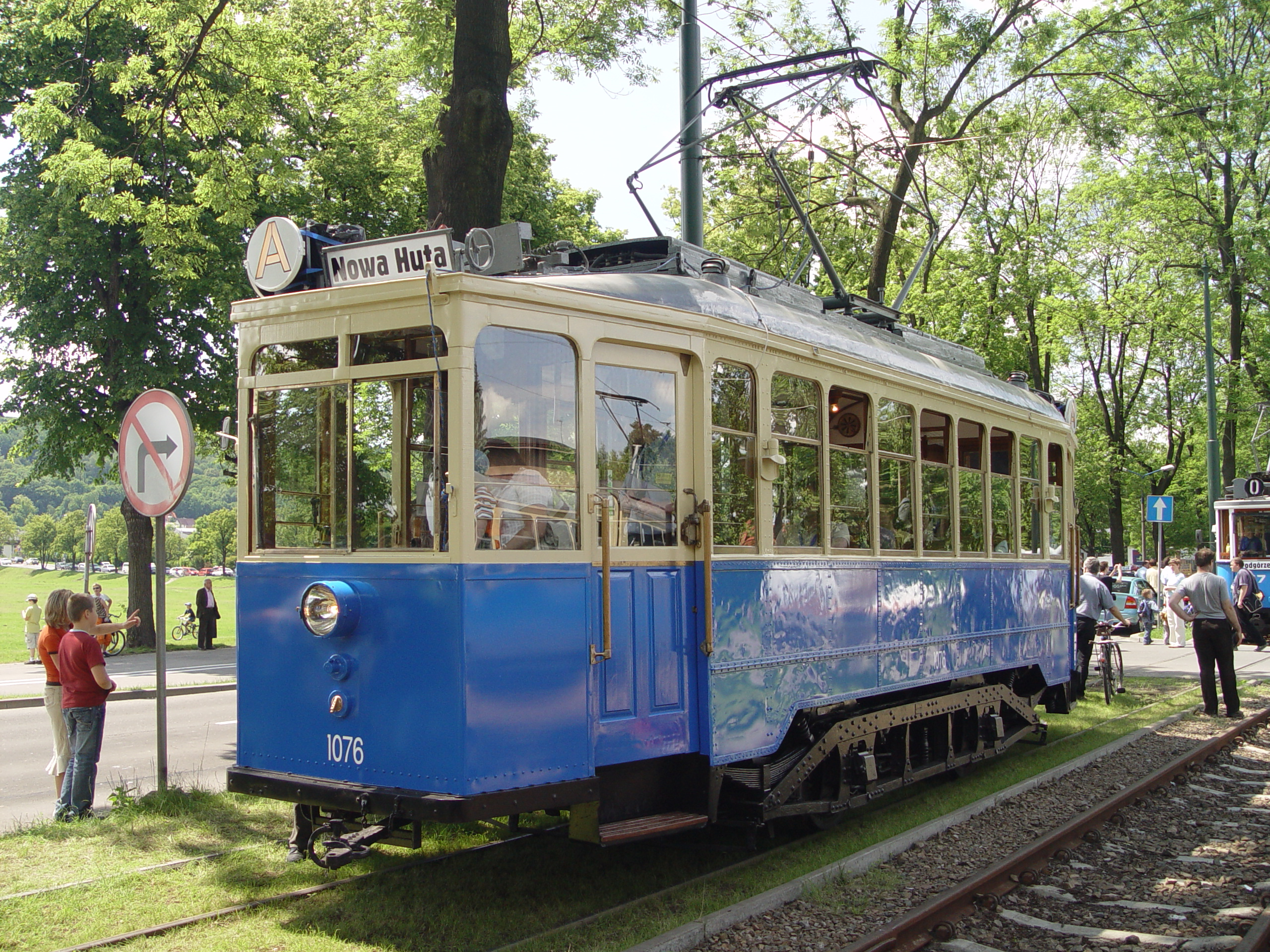
Krakowski wagon LH Standard nr 1076 na al. 3 Maja

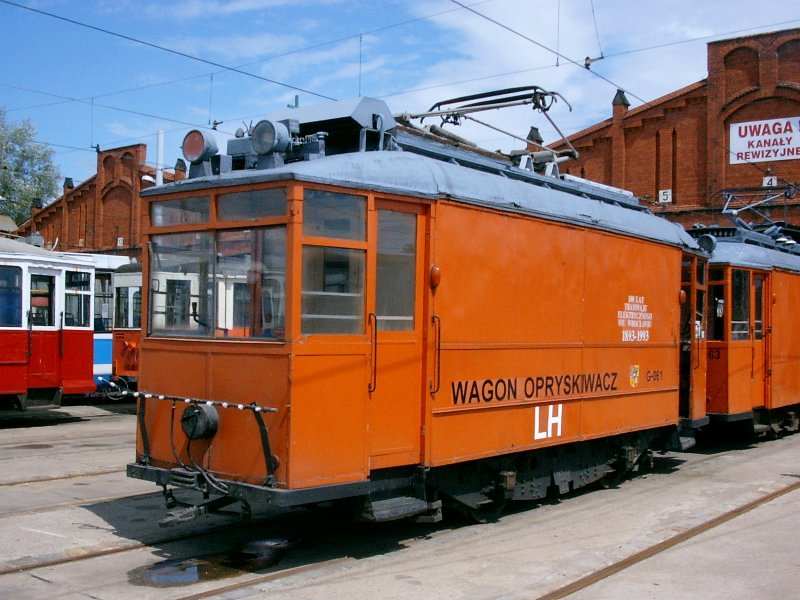
Wrocławski wagon gospodarczy G-061 jako opryskiwacz

## Eksploatacja
Ogółem dostarczono do Wrocławia 232 egzemplarze, którym nadano numery boczne 1001–1232. Podczas II wojny światowej 6 z nich przeniesiono do Katowic i jeden do Düsseldorfu, a w 1949 15 oddano do Warszawy, gdzie otrzymały oznaczenie Lw. W trakcie eksploatacji poddawane były rozmaitym modernizacjom. Warszawskie wagony wycofano w latach 60. XX wieku zaś we Wrocławiu kursowały liniowo do maja 1977, a następnie część z nich zezłomowano (w latach 80. XX wieku jeden wagon trafił do Krakowa, gdzie używany był podczas nagrywania filmu Przed sklepem jubilera), część przekwalifikowano na tabor gospodarczy, a kilka zachowano jako pojazdy historyczne-wycieczkowe. Kilka wyeksploatowanych wagonów zachowało się do XXI wieku i wrocławski Klub Sympatyków Transportu Miejskiego zajmuje się ich sukcesywną renowacją do celów turystycznych.